# Sepadan
Sepadan is een bestuurslaag in het regentschap Subulussalam van de provincie Atjeh, Indonesië. Sepadan telt 874 inwoners (volkstelling 2010).